# میلام، شهرستان وایومینگ، ویرجینیای غربی
میلام (به انگلیسی: Milam) یک منطقهٔ مسکونی در ایالات متحده آمریکا است که در شهرستان وایومینگ، ویرجینیای غربی واقع شده‌است.